# Villa Nueva, Guatemala
Villa Nueva är en kommunhuvudort i Guatemala.   Den ligger i departementet Guatemala, i den södra delen av landet, 15 km sydväst om huvudstaden Guatemala City. Villa Nueva ligger 1 334 meter över havet och antalet invånare är 406 830.
Terrängen runt Villa Nueva är huvudsakligen kuperad, men västerut är den bergig. Runt Villa Nueva är det ganska tätbefolkat, med 248 invånare per kvadratkilometer. Närmaste större samhälle är Guatemala City, 14,9 km nordost om Villa Nueva. I omgivningarna runt Villa Nueva växer huvudsakligen savannskog.